# Raja rondeleti
Raja rondeleti es una especie de pez de la familia de los Rajidae en el orden de los Rajiformes.

## Morfología
Los machos pueden llegar a alcanzar los 50 cm de longitud total.

## Reproducción
Es ovíparo, y las hembras ponen huevos envueltos en una cápsula córnea.

## Hábitat
Es un pez de mar y de Clima subtropical y demersal.

## Distribución geográfica
Se encuentra en el Mediterráneo francés y el Golfo de Génova (Italia ).

## Observaciones
Es inofensivo para los humanos.